# Јакут Ел-Сури
Габер Јакут Ел-Сури (умро 2. јула 1987) био је египатски фудбалски дефанзивац који је играо за Египат на Светском првенству у фудбалу 1934. године. Такође је био део мушког фудбалског турнира на Летњим олимпијским играма 1928.